# Colin Graham
Colin Graham, OBE (* 22. September 1931 in Hove, Sussex, England; † 6. April 2007 in St. Louis, USA) war ein international anerkannter britischer Opernregisseur und Opernintendant, der auch für das Theater und Fernsehen arbeitete. Er inszenierte mehr als 50 Uraufführungen.

## Leben und Wirken
Graham besuchte die Stowe School und die Royal Academy of Dramatic Art. Schon in den fünfziger Jahren begann er eine intensive Zusammenarbeit mit dem Komponisten Benjamin Britten, dessen Opern er größtenteils zur Uraufführung brachte. Sein Interesse für das japanische Theater führte ihn später nach Tokio zu dem Komponisten Minoru Miki, für den er drei Opern inszenierte. Er arbeitete außerdem für das Royal Opera House und die English National Opera in London sowie für das Glyndebourne Festival in Sussex, bevor er 1978 nach St. Louis zog.
Graham inszenierte die Weltpremieren von John Coriglianos Oper The Ghosts of Versailles für die Metropolitan Opera, André Previns A Streetcar Named Desire für die San Francisco Opera und Bright Shengs The Song of Majnun für die Lyric Opera of Chicago. Zusätzlich leitete er Produktionen für die Santa Fe Opera, unter anderem Shengs Madame Mao im Jahre 2003. Er führte dort seine Zusammenarbeit mit dem Generaldirektor Richard Gaddes fort, die er in St. Louis begonnen hatte.
Von 1985 bis zu seinem Tod war Graham Artistic Director des Opera Theatre of Saint Louis. Nach Angaben der Zeitung St. Louis Post-Dispatch erlag er am 6. April 2007 einem Herzversagen. Einen Tag vor seinem Tod arbeitete er noch an der kurz bevorstehenden Erstaufführung von David Carlsons Oper Anna Karenina, für die er auch das Libretto geschrieben hatte. Graham hinterlässt keine Nachkommen.

## Werke
Graham schrieb auch die Libretti für die folgende Opern:
- Stephen Paulus, The Postman Always Rings Twice, 1982[2]
- Minoru Miki, Joruri
- Minoru Miki, The Tale of Genji, 1999
- Bright Sheng, Madame Mao, 2003
- David Carlson, Anna Karenina, 2007